# The Lone Hand

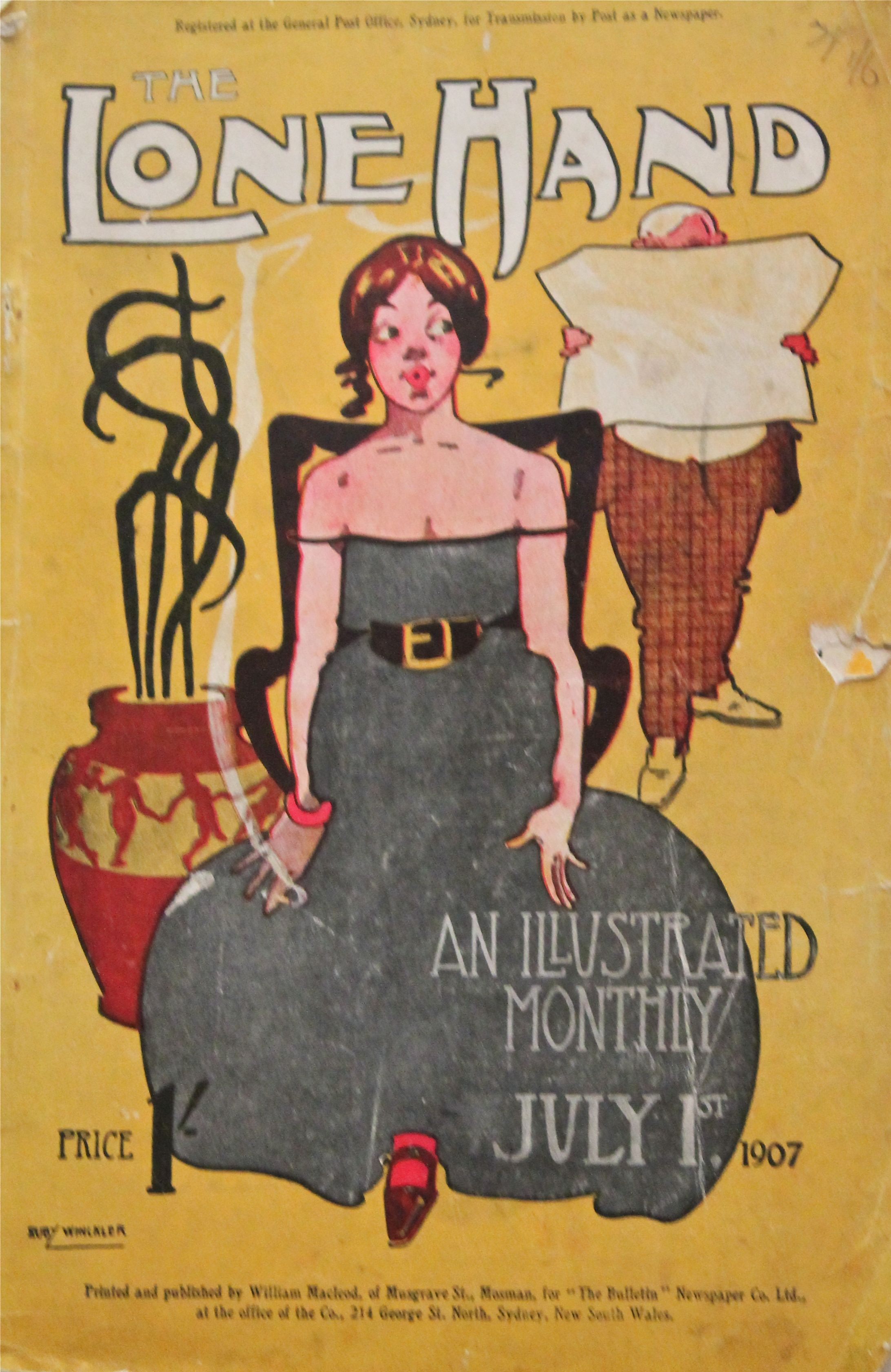
Couverture du Lone Hand de juillet 1907, signée Ruby Winkler.

The Lone Hand est un magazine mensuel littéraire et illustré australien paru de 1907 à 1928. 
Il a été fondé à Sydney en 1907 par les journalistes  J. F. Archibald (1856-1919) et Frank Fox, en tant que magazine supplément de l'hebdomadaire The Bulletin.
Il s'inspire du Strand Magazine de Londres.

## Contributeurs
Parmi les contributeurs les plus importants figurent :
- A H Adams[2]
- L W Appleby (photographe)[3]
- Randolph Bedford[2]
- Zora Cross (sous de nombreux pseudonymes)[1]
- Victor Daley[1]
- C J Dennis[4]
- Edward Dyson[1]
- Will Dyson (artiste)[1]
- Mabel Forrest [2]
- Helen Jerome[5]
- Henry Lawson[1]
- Lionel Lindsay (artiste)[1]
- Norman Lindsay (artiste)[1]
- Percy Lindsay  (artiste)[1]
- David Low (artiste)[1]
- Hugh McCrae[1]
- Ernest O'Ferrall[2]
- Dowell O'Reilly[1]
- Ambrose Pratt[1]
- Roderic Quinn[1]
- Steele Rudd, auteur du roman-feuilleton The Old Homestead[1]
- David Henry Souter (artiste)[1]
- Louis Stone, auteur du roman-feuilleton Betty Wayside [1]
- David McKee Wright (sous de nombreux pseudonymes)[1]
- Blamire Young (artiste)[6]

## Rédacteurs en chef
Les rédacteurs en chef successifs du Lone Hand ont été:
- J. F. Archibald,  1907
- Frank Fox 1907-1909
- A H Adams 1909-1911
- Bertram Stevens1912-1919
- Walter Jago 1919-1928